# Martijntje Quik
Martijntje Quik nekdanja nizozemska veslačica, * 24. oktober 1973, De Bilt.
Na Poletnih olimpijskih igrah leta 2000 v Sydneyju je z nizozemskim osmercem kot krmarka osvojila srebrno olimpijsko medaljo. 